# Eleven Men in Flight F.C.
Eleven Men in Flight là một câu lạc bộ bóng đá Eswatini có trụ sở ở Siteki.

## Thành tích
- Giải bóng đá ngoại hạng Eswatini: 2

1994, 1996.
- Cúp bóng đá Eswatini: 2

1993, 2001.
- Cúp Từ thiện Swazi: 1

1996.
- Swazi Challenge Cup: 3

1993, 1996, 2001.

## Thành tích ở các giải đấu CAF
- African Cup of Champions Clubs: 1 lần

1995 – Vòng Một
- CAF Cup: 1 lần

1996 – Vòng Sơ loại
- CAF Cup Winners' Cup: 2 lần

1994 – Vòng Hai
1997 – Vòng Một